# License to Kill
License to Kill – piosenka skomponowana przez Boba Dylana, nagrana przez niego w kwietniu 1983 r., wydana na albumie Infidels w listopadzie 1983 r.

## Historia i charakter utworu
Utwór ten został nagrany w studiu A Power Plant w Nowym Jorku 13 kwietnia 1983 r. Była to trzecia sesja nagraniowa tego albumu. Producentem sesji byli Mark Knopfler i Bob Dylan.
Piosenka ta ma z pewnością podtekst apokaliptyczny i zajmuje się korupcją oraz "przyspieszeniem" technologicznym.
Utwór ten jest w pewien sposób kontynuacją piosenki Jokerman, ściślej podejmuje pewne tematy w miejscu, w którym zakończyły się one w Jokermanie. Dylan ponownie odwołuje się do starotestamentowych proroków, a zwłaszcza do Izajasza i Jeremiasza, kiedy wskazuje na wiele przyczyn upadku człowieka.
Dylan już w pierwszej zwrotce sygnalizuje, że sięganie za daleko może przynieść nieoczekiwane konsekwencje: "Man has invented his doom/First step was touching the moon" ("Człowiek wymyślił swoją zgubę/Krokiem pierwszym było dotknięcie księżyca"). Osobą, która mówi o owych granicach i zadaje główne pytanie piosenki "who gonna take away his license to kill?" ("kto zabierze mu jego prawo do zabijania") jest kobieta.
Dylan wykonał tę piosenkę w telewizyjnym programie Late Night with David Letterman w 1983 4. Następnie dość rzadko wykonywał ją w czasie koncertów z Tomem Pettym and the Heartbreakers oraz w czasie tournée Real Live w 1984 r.

## Muzycy
- Bob Dylan - wokal, harmonijka, keyboard, gitara
- Mark Knopfler – gitara
- Mick Taylor – gitara
- Alan Clark - instrumenty klawiszowe
- Robbie Shakespeare – gitara basowa
- Sly Dunbar – perkusja

## Dyskografia
Albumy
- Infidels (1983)
- Real Live' (1984)

## Wykonania piosenki przez innych artystów
- Polly Bolton - No Going Back (1989)
- Richie Havens – Sings Beatles and Dylan (1990)
- Tom Petty and the Heartbreakers na albumie Boba Dylana i różnych wykonawców The 30th Anniversary Concert Celebration (1993)
- Big Brass Bed - A Few Dylan Songs (2003)